# Reduktáza

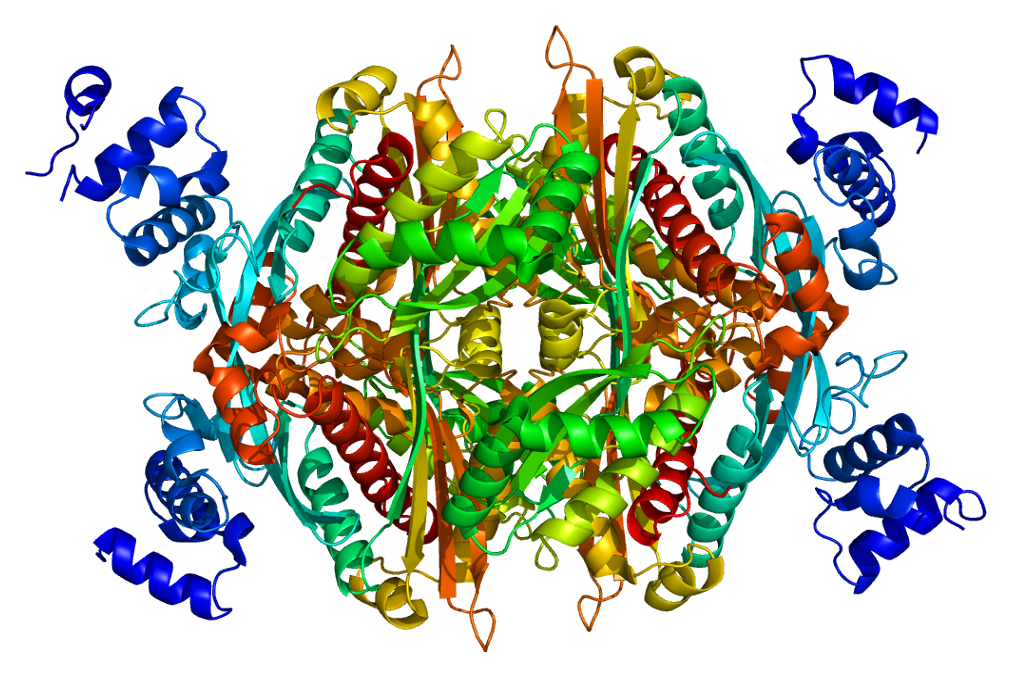
HMG-CoA reduktáza

Reduktáza je obecné označení pro enzym, který katalyzuje redukční reakci. Reduktázy a oxidázy společně tvoří skupinu oxidoreduktáz.

## Příklady
- 5α-reduktáza
- dihydrofolátreduktáza
- HMG-CoA reduktáza
- Methemoglobinreduktáza
- Ribonukleotidreduktáza
- Thioredoxinreduktáza
- Methylentetrahydrofolátreduktáza